# Guerra e Paz (ópera)
Guerra e Paz opus 91, ópera de Sergei Prokofiev, com duas partes e treze cenas. Libreto em lingua russa do próprio compositor e Mira Mendelsohn-Prokofieva. Baseada no romance homônimo de Leon Tolstoi.

## Formação
Prokofiev iniciou a escrita da ópera no verão de 1941, após a invasão alemã da União Soviética. Deixou para os personagens principais, com seus dramas familiares, a grande mensagem da ópera, mais que, propriamente, uma nação em guerra contra Napoleão.Não obstante, o Comitê de Censura Soviético, ter exigido grandes cenas de coro para as batalhas, demonstrando o heroísmo do povo russo.
Primera parte: apresenta a história de amor entre o príncipe André Bolkonsky e Natacha Rostova, levando ao fim do ato com o rompimento do casal e a união de Natacha com o playboy Anatol Kuragin. 
Segunda parte: Seu tema principal é a resistência russa frente às tropas da coalizão de Napoleão em 1812. André, ferido em guerra é levado pelo destino à casa dos Rostov, e se reconcilia com Natacha antes de morrer.

## Récitas
Sua première ocorreu em 12 de junho de 1946 no Teatro Maly (atualmente Mikhailovsky) em São Petersburgo, conduzido por Samuil Samosud, porém com cortes. Apenas em 15 de dezembro de 1959, as treze cenas  foram finalmente encenados sem cortes (realizado por Alexander Melik-Pashayev) no Teatro Bolshoi de Moscou. 
No ocidente sua estréia aconteceu em 26 de maio de 1953, no Teatro Comunale de Florença, realizado por Artur Rodzinski, dois meses depois da morte do compositor. Nas Américas sua estréia deu-se na Argentina, no Teatro Colón, em 1973. Nos Estados Unidos, a premiére deu-se na Companhia de Ópera de Boston em 08 de maio de 1974.
Em fevereiro de 2002, estreou no Metropolitan Opera de Nova York, conduzido por Valery Gergiev, Anna Netrebko (estréia Met), Dmitri Hvorostovsky, Samuel Ramey, Obratszova Elena, Grigorian Gegam, Sergei Koptchak. Co-produzido por Andrei Konchalovsky pelas duas casas, MET e o Teatro Mariinsky de S.Petersburgo (conhecido durante o regime comunista sob o nome Kirov). Esta produção retornou na temporada 2007-2008, sob a direcção de Gergiev e um novo elenco.

## Gravação
A mais recente foi realizada pela Ópera de Paris no ano 2000, com Olga Gouriakova, Robert Brubaker, Nathan Gunn, Anatoli Kotcherga, e regência de Gary Bertini.